# واين هانكوك
واين هانكوك (بالإنجليزية: Wayne Hancock)‏ هو كاتب أغاني أمريكي، ولد في 1 مايو 1965.

## وصلات خارجية
- الموقع الرسمي
- واين هانكوك على موقع IMDb (الإنجليزية)
- واين هانكوك على موقع ميوزك برينز (الإنجليزية)
- واين هانكوك على موقع أول ميوزيك (الإنجليزية)
- واين هانكوك على موقع ديسكوغز (الإنجليزية)